# Anna Sowa-Staszczak
Anna Stanisława Sowa-Staszczak (ur. 20 września 1969 w Krakowie) – polska lekarka endokrynolożka, wykładowczyni Uniwersytetu Jagiellońskiego. 

## Życiorys
Anna Sowa-Staszczak w 1995 ukończyła studia medyczne w Collegium Medicum Uniwersytetu Jagiellońskiego. Uzyskała specjalizację I (1999) i II stopnia (2005) z chorób wewnętrznych, endokrynologii i, w 2007, medycyny nuklearnej. W 2008 doktoryzowała się tamże w zakresie endokrynologii na podstawie napisanej pod kierunkiem Alicji Hubalewskiej-Dydejczyk Zastosowanie nowych form terapii izotopowej itrem-90 w onkologii. W 2013 habilitowała się w specjalności medycyna nuklearna, przedstawiwszy dzieło Radioterapia celowana znakowanymi analogami somatostatyny pacjentów z guzami neuroendokrynnymi – skuteczność i toksyczność prowadzonego leczenia, ocena odpowiedzi na leczenie. W 2023 otrzymała tytuł profesorki nauk medycznych i nauk o zdrowiu.
Specjalizuje się w endokrynologii ogólnej oraz onkologicznej, zwłaszcza problematyce nowotworów neuroendokrynnych.
Po studiach zawodowo związała się z Pracownią Medycyny Nuklearnej UJ. Prowadzi zajęcia w Collegium Medicum UJ. Pracowała w Zakładzie Opiekuńczo-Leczniczym, a od 1998 w Klinice Endokrynologii Szpitala Uniwersyteckiego w Krakowie. Jest kierowniczką Zakładu Medycyny Nuklearnej Oddziału Klinicznego Endokrynologii, Endokrynologii Onkologicznej i Medycyny Nuklearnej Szpitala Uniwersyteckiego w Krakowie.
Członkini Polskiego Towarzystwa Endokrynologicznego, Polskiego Towarzystwa Medycyny Nuklearnej, European Association of Nuclear Medicine oraz Europejskiego Towarzystwa Guzów Neuroendokrynnych.
W 2022 została wyróżniona odznaką „Honoris Gratia”. 
Jest autorką tekstów i wokalistką zespołu Akustyczna OpeRacja.
Jest pomysłodawczynią dorocznego festiwalu charytatywnego BLACK or WHITE.
Jest kierownikiem Centrum Doskonałości ENETS w Leczeniu Nowotworów Neuroendokrynnych Szpitala Uniwersyteckiego w Krakowie (Europejskie Centrum Diagnostyki i Leczenia Nowotworów Neuroendokrynnych).
W lipcu 2024 r. została członkinią Rady Doradczej Europejskiego Towarzystwa Guzów Neuroendokrynnych (ENETS Advisory Board).